# Andrzej Wicher
Andrzej Jerzy Wicher – polski fizyk i akustyk, doktor habilitowany nauk fizycznych; specjalizuje się w psychoakustyce, nauczyciel akademicki Uniwersytetu im. Adama Mickiewicza w Poznaniu.

## Życiorys
Stopień doktorski uzyskał w 2000 roku na podstawie pracy pt. Binauralna percepcja sygnałów zmodulowanych częstotliwościowo (promotorem był prof. Edward Ozimek). Habilitował się w 2015 na podstawie oceny dorobku naukowego i rozprawy pt. Ocena wpływu stymulacji kontralateralnej na otoemisje akustyczne produktów zniekształceń nieliniowych (DPOAE) i efekt maskowania.
Na macierzystym Wydziale Fizyki UAM pracuje jako adiunkt w Zakładzie Akustyki Pomieszczeń i Psychoakustyki Instytutu Akustyki. Prowadzi zajęcia m.in. z audiometrii tonalnej i obiektywnej oraz programowania w Matlabie. W pracy badawczej zajmuje się takimi zagadnieniami jak: akustyka psychofizjologiczna (mechanizmy i procesy słyszenia, fizjologia słyszenia, dwuuszna percepcja dźwięków) oraz otoemisja akustyczna (słuchowe potencjały wywołane oraz zrozumiałość mowy).
Jest członkiem Polskiego Towarzystwa Akustycznego. Swoje prace publikował m.in. w „Speech Communication", „The Journal of the Acoustical Society of America", „International Journal of Audiology" oraz „Archives of Acoustics".